# 舒氏鱒
舒氏鱒（學名：Salmo schiefermuelleri），為輻鰭魚綱鮭形目鮭科的一種，為溫帶淡水魚，分佈於歐洲奧地利淡水湖泊流域，體長可達70公分，棲息在湖泊底中層水域，以魚類為食，生活習性不明，可能已滅絕。